# エクセルパック・カバヤ
エクセルパック・カバヤ 株式会社は、岡山県岡山市中区に本社を置く日本のパッケージ（紙器）メーカー。

## 沿革
- 1955年（昭和30年） - カバヤ食品のパッケージ製造を事業目的に設立。
- 1968年（昭和43年） - 岡山市西島田町 に社屋・工場を移設。
- 2003年（平成15年） - UV装置を備えた印刷機を導入。
- 2004年（平成16年） - 社名を「新日本印刷株式会社」から「エクセルパック・カバヤ株式会社」へ変更。
- 2012年（平成24年） - 岡山市中区雄町 (現在地)に社屋・工場を移設。